# Femmes dans la Réforme protestante

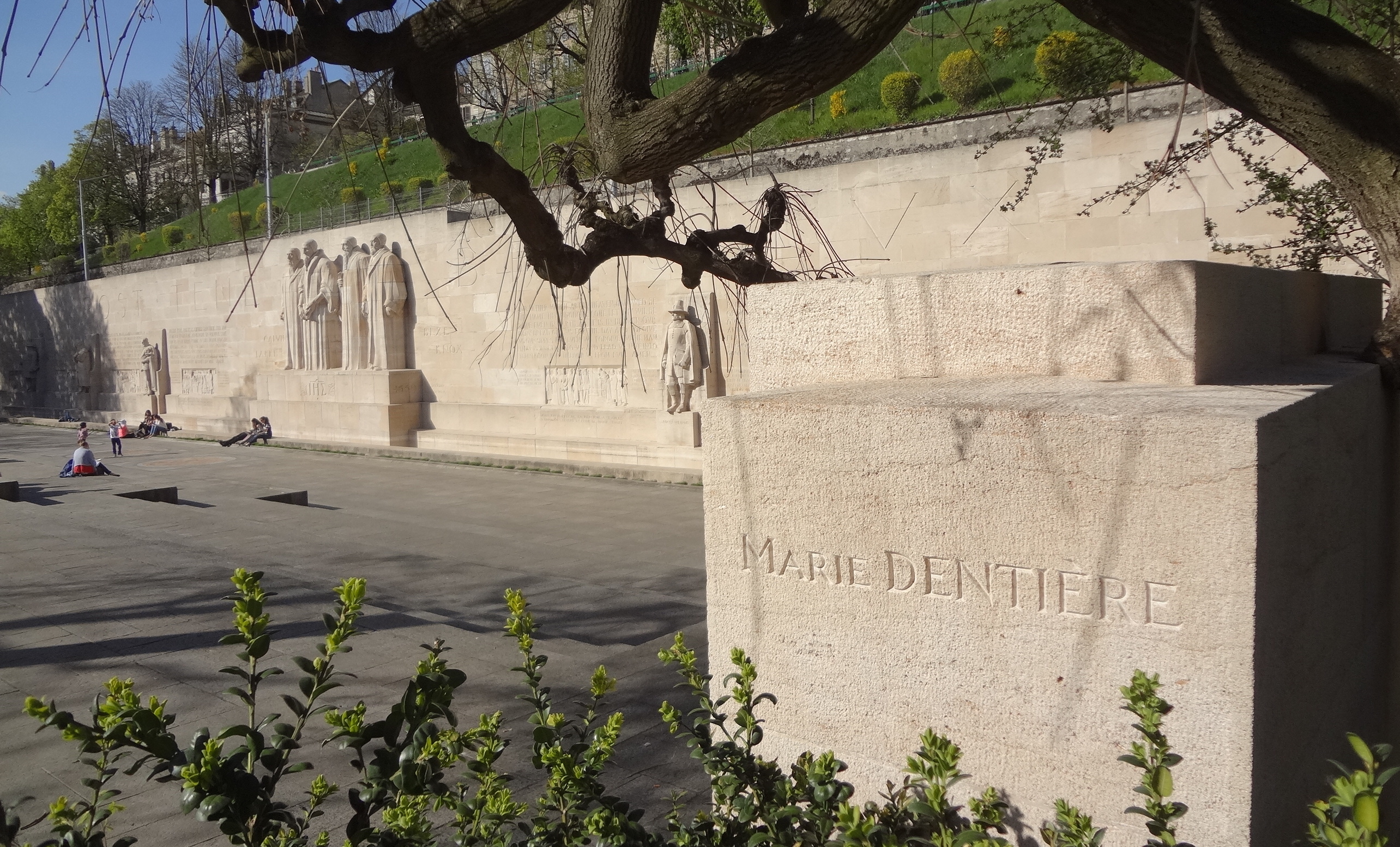
Marie Dentière est la seule femme dont le nom est sur le monument international de la Réformation à Genève.

La réforme protestante, également appelée « la Réforme », amorcée au XVIe siècle, est une volonté d'un retour aux sources du christianisme et aussi, par extension, un besoin de considérer différemment la religion et la vie sociale. Cette nouvelle approche influence profondément le statut des femmes dans la Réforme protestante. En effet, la Réforme encourage l'alphabétisation et l'étude des Écritures, afin d'étudier la volonté de Dieu dans la vie quotidienne. La vie des femmes est donc influencée de manière positive et négative, en fonction des Écritures et des passages de la Bible étudiés et promus. L'étude des Écritures par le peuple améliore son alphabétisation et l'éducation des femmes ainsi de nombreuses femmes sont devenues connues pour leur intérêt et leur implication dans la parole publique de la Réforme. En parallèle, cependant, leurs voix sont souvent étouffées en raison de certaines positions de la Bible selon lesquelles les femmes devaient se taire. L'abolition des couvents de femmes fait du rôle d'épouse et de mère le seul idéal restant pour une femme à l’époque.

## Le rôle des femmes pendant la Réforme

### Éducation
La Réforme promeut l'alphabétisation et l'étude de la Bible en langue vernaculaire pour étudier la société vue par Dieu. Le peuple, et pas seulement le clergé, est maintenant encouragé à étudier la Bible, ce qui à son tour encourage l'alphabétisation. L'alphabétisation et l'étude de la Bible sont, dans un certain degré, encouragées également pour les femmes, pour qu'elles exercent une influence biblique sur les enfants et leur mari.
La scolarisation des filles et l'alphabétisation des femmes deviennent plus courantes. Par exemple, l'ordonnance de l'Église suédoise de 1571 rend obligatoire l'éducation des filles avec les garçons. L'étude des Écritures a des conséquences différentes sur la position des femmes, en fonction du texte étudié et de la manière dont il est interprété. Dans certains cas, cela profite aux femmes, quand celles-ci trouvent des passages suggérant que les femmes sont les égales des hommes devant Dieu. Dans d'autres cas, l'effet est inverse avec certains passages misogynes de la Bible.
L'idéal féminin promu pendant la Réforme repose sur le fait que la femme doit être une épouse et une mère silencieuse et obéissante, consacrée aux tâches ménagères et à la garde des enfants. Le but de l'éducation des femmes vise à ce qu'elles acceptent le mariage et soient préparées aux arts ménagers tels que s'occuper des enfants, confectionner des vêtements et élever le bétail. Par rapport aux femmes catholiques, les protestantes sont davantage éduquées en dépit d'origines plus modestes,. L'enseignement secondaire n'est cependant pas ouvert aux femmes.

### Mariage

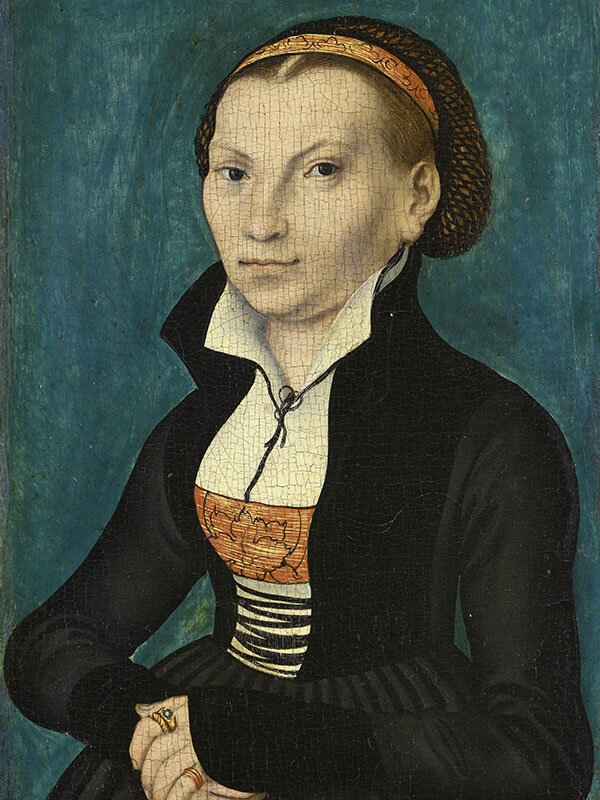
Katharina von Bora a influencé l'élaboration de l'éthique sociale pendant la Réforme.

La Réforme abolit le célibat des prêtres, des moines et des religieuses et promeut le mariage comme idéal pour les hommes et les femmes. Alors que les hommes ont encore la possibilité de devenir membres du clergé, les femmes ne peuvent plus devenir religieuses, et le mariage est considéré comme le seul rôle approprié pour une femme. Par conséquent, le mariage est idéalisé et le rôle des femmes dans le mariage est étudié dans le contexte des études bibliques. 
La femme protestante doit être ménagère, mère et éducatrice. Cet ensemble est établi ainsi car Dieu le veut cela est renforcé par une demande d’ordre social. 
La femme est associée à l’épanouissement du couple et à la prospérité de la famille.

« Si longtemps qu’elle durera
À l’époux cherchera son aise
De si bien se gouvernera
Que jamais ne s’adonnera
À faire rien qui lui déplaise. »

— Théodore de Bèze
Il est également attendu que la femme soit à l'image de l’épouse du pasteur, ajoutant ainsi aux qualités précédentes qu'elle doit être loyale et incorruptible.
Dans certains cas, la réforme conduit les hommes à se tourner vers la bigamie puisque la polygamie des hommes est tolérée dans la Bible. Elisabeth de Hesse révèle que la bigamie secrète de son frère Philip Ier de Hesse est commise avec l'approbation du réformateur Martin Luther.

#### Mariage des religieuses
L'abolition des couvents de femmes et le mariage d'anciennes religieuses est un nouveau phénomène qui apparaît pendant la Réforme. À la suite de la fermeture des couvents, les religieuses sont désormais officiellement autorisées à retourner dans leur famille ou à se marier.
L'exemple le plus célèbre est l'ancienne religieuse Katharina von Bora, qui épouse Martin Luther. Katharina von Zimmern, ancienne abbesse de l'abbaye de Fraumünster à Zurich et Birgitta Botolfsdotter, ancienne abbesse de l'abbaye de Vadstena en Suède, représentent d'autres exemples. Il y a des cas d'anciennes religieuses épousant d'anciens moines, comme lorsque la religieuse suédoise Ingeborg Åkesdotter épouse l'ancien moine Hans Klasson Kökkemäster, devenu prêtre luthérien après la Réforme suédoise.
Pendant la Réforme, ces mariages sont considérés comme extrêmement controversés. Katharina von Bora est donc perçue comme un mauvais modèle pour les femmes qui, comme elle, ont épousé des prêtres, ainsi que pour les anciennes religieuses qui ont quitté leurs couvents.

#### La femme du pasteur
Parallèlement à l'abolition des couvents de religieuses, un nouveau rôle pour les femmes au sein de l'église est créé : femme du pasteur. Dans de nombreux cas, les prêtres épousent leurs femmes de ménage, avec lesquelles ils vivaient déjà avant que les prêtres ne soient autorisés à se marier. On peut citer le mariage entre le prêtre catholique Curatus Petrus (Per Joensson) et sa gouvernante-maîtresse Anna Pehrsönernas moder, avec qui il a eu deux fils. D'autres prêtres suédois et Petrus ont reçu l'ordre d'épouser leurs gouvernantes-maîtresses après l'introduction de Réforme en Suède.
Dans ce nouveau rôle dans la société, la femme du pasteur doit s'engager au bien-être des membres de la paroisse de son mari.
Cette nouvelle approche pose des problèmes car le pasteur ne possède pas son presbytère et sa veuve se retrouve ainsi sans moyens pour subvenir à ses besoins après sa mort. En Allemagne et dans les pays nordiques, ce problème est réglé par le principe de conservation de la veuve, selon lequel le pasteur nouvellement nommé doit épouser la veuve de son prédécesseur.

### Politique et mécénat

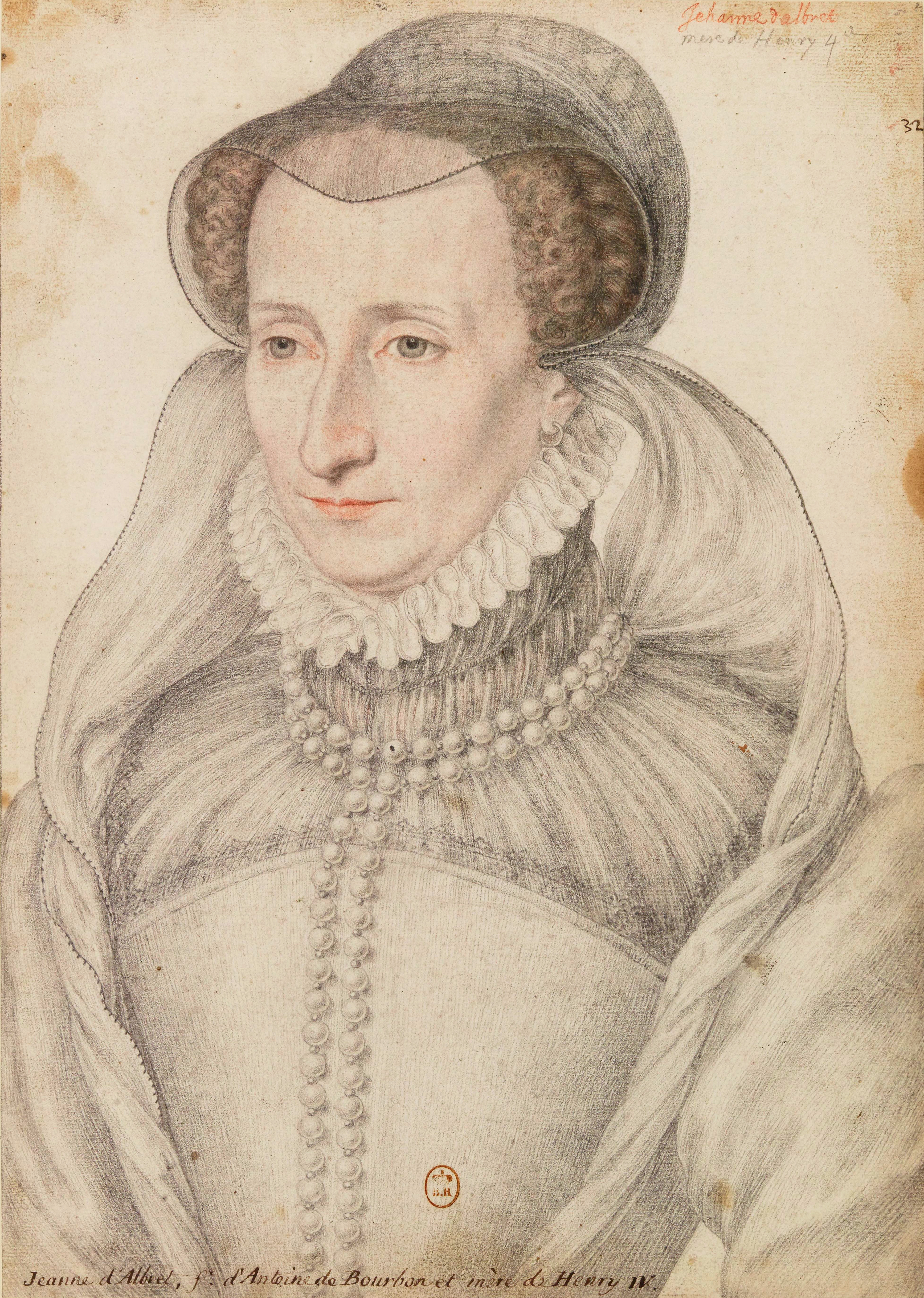
La reine Jeanne III de Navarre

Pendant la Réforme, alors que le rôle des femmes devient un sujet de discussion au cours des études bibliques, le pouvoir politique des femmes devient un sujet de discussion avec la place appropriée des femmes, selon la Bible, dans d'autres domaines. La domination féminine et le rôle des femmes en politique sont eux-mêmes controversés pour certains réformateurs protestants, comme fameusement décrit dans The First Blast of the Trumpet Against the Monstruous Regiment of Women de John Knox. À l'époque, l'Écosse et l'Angleterre sont gouvernées par des femmes dirigeantes. En Europe, Knox discute de cette question de la gynarchie avec John Calvin et Heinrich Bullinger. Alors que Knox croit que la gynarchie est contraire à l'ordre naturel des choses, Calvin et Heinrich pensent qu'il est acceptable que les femmes soient dirigeantes lorsque la situation l'exige. Les femmes issues de la noblesse, aidées par leur éducation et leur classe sociale font grandir leur foi protestante et propagent les idées de la Réforme. Ainsi certaines femmes chargées d'un gouvernement aident et même introduisent la Réforme dans leurs royaumes pendant leur mandat. Un tel exemple est Élisabeth de Brandebourg qui introduit la Réforme pendant son mandat de régente en 1540-1545. La protection de Zwingli par Katharina von Zimmern, abbesse de l'abbaye de Fraumünster à Zurich et représentante de l'Empereur, c'est-à-dire dirigeante de facto de la république de Zurich sera essentielle pour l'introduction de la Réforme à Zurich, et, par là, dans la diffusion d'une Réforme zwinglienne à travers l'Europe, en parallèle de la Réforme luthérienne.
Un autre exemple est la reine Jeanne III de Navarre, qui introduit la Réforme en Navarre. Elle devient une des chefs huguenots français pendant les guerres de Religion en France, et en tant que telle joue un rôle majeur dans le protestantisme pendant la Réforme.
Mis à part les femmes dirigeantes, des femmes puissantes agissent comme défenseures de la Réforme et utilisent leur influence. La reine Anne Boleyn, épouse du roi Henri VIII d'Angleterre, n'est pas directement responsable de la Réforme anglaise en raison du souhait d'Henri VIII de l'épouser malgré le refus d'une annulation de la part de sa première épouse Catherine d'Aragon mais elle a également agi directement en tant que défenseure du protestantisme en Angleterre à l'époque. En France, Marguerite de Valois est célèbre pour sa protection des protestants, tout comme Renée de France et Isabelle d'Albret.

### Rôle public et professionnel
L'étude des Écritures et l'alphabétisation promues pendant la Réforme permettent aux femmes laïques d’être reconnues comme écrivains et auteurs, ce qui était rare auparavant. La calviniste Anne Locke (en) est une traductrice et poétesse, qui  publia la première séquence de sonnet en anglais.
Malgré l'idéal de la femme au foyer promu par la Réforme, les femmes continuent de remplir des rôles différents selon leur classe. Tandis que le rôle de nonne est aboli, les femmes nobles continuent à gérer de grandes propriétés et les femmes commerçantes continuent à gérer des entreprises.
Certaines femmes d'affaires bénéficient de la sécularisation de la propriété cléricale pendant la Réforme, tout comme leurs homologues masculins. Anna Karlsdotter est une noble propriétaire foncière qui a rétracté les dons que ses ancêtres avaient faits à l'église. La marchande Anna Taskomakare réussit dans le commerce du cuivre et du fer et bénéficie de la sécularisation de la propriété cléricale par la Réforme.
La Réformes donne une plus grande importance au travail des femmes, alors méprisé, en lui donnant un sens théologique : en aidant leur prochain, les femmes sont au service de Dieu. Ainsi le travail social et dans le secteur de la santé tel que dans les hôpitaux, orphelinats, léproseries devient bien mieux vu.

## Statut ecclésiastique
Les femmes essayent de s'impliquer dans la Réforme dans toute l'Europe. À son début vers 1550, les femmes organisent des réunions de prières, baptisent et prêchent mais, dès 1560, des synodes les en empêchent. 
La voix des femmes dans la Réforme est souvent supprimée, leurs écrits détruits car certains passages de la Bible recommandent que les femmes se taisent. Malgré cela, de nombreuses réformatrices se font connaître et certains réformateurs se sont montrés plus ouvert quant à la participation des femmes à la parole publique. Le réformateur Jean Calvin est connu pour avoir pris contact avec plusieurs aristocrates pour connaître leurs opinions sur certains sujets religieux. À Strasbourg, l’accès à la parole publique des femmes est également plus facile et pour une durée plus longue que dans d'autres régions.

### Réformatrices

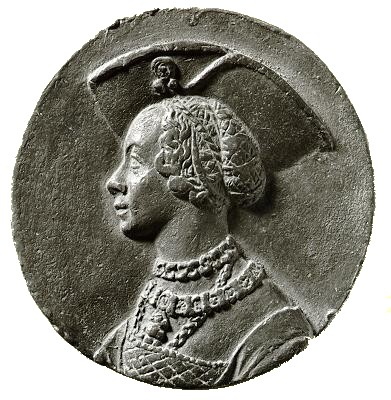
Argula von Grumbach, écrivaine bavaroise

Puisque le peuple est encouragé à étudier la Bible et à interpréter la parole de Dieu pendant la Réforme, les femmes s'engagent également dans la parole publique. Cependant, la prédication ou la publication d'ouvrages par les femmes s'oppose directement aux paroles attribuées à saint Paul (1 Timothée 2: 11-15) qui ordonnent aux femmes de ne pas enseigner ni prêcher, de sorte que toutes les femmes qui publient jugent nécessaire de justifier leurs actions. La seule exception parmi les courants protestant est l'anabaptisme, où les femmes peuvent prêcher à l'église. Comme Elizabeth I d'Angleterre est une femme, le Parlement décide d'en faire le gouverneur suprême de l'Église d'Angleterre au lieu du chef suprême de l'Église d'Angleterre. Le règlement élisabéthain qu'elle a entretenu s'est développé pour devenir l'Église d'Angleterre d'aujourd'hui.
La seule alternative au mariage pour les femmes qui est de rejoindre un couvent, n'est plus disponible dans les régions devenues protestantes réformées, bien que certains couvents aient volontairement participé à la Réforme. Par exemple, à la suite du choix de Catherine de Mecklembourg de défier son mari catholique et de faire passer en contrebande des livres luthériens à Ursula de Münsterberg et à d'autres religieuses, Ursula de Münsterberg publie 69 articles en 1528 justifiant leurs raisons de quitter leur couvent. Bien que ses écrits aient atteint Martin Luther, ils sont répertoriés dans l'Index Librorum Prohibitorum (Index des livres interdits) de 1596 à 1900.
La plupart des ouvrages écrits par des femmes proviennent de leurs lettres ou des témoignages des femmes interrogées sur leur foi. Il est important de noter que ces témoignages sont rédigés par des hommes. Il se peut que le manque d'écrits par les femmes soit dû à une société dominée par les hommes où les femmes sont censées accomplir leurs tâches ménagères.
Malgré un certain idéal biblique de la femme silencieuse, les femmes participent à la parole publique pendant la Réforme en tant qu'écrivaines car on leur reconnaissait un esprit de prophétesses, telle Argula von Grumbach en Bavière, Marie Dentière à Genève et Katharina Zell à Strasbourg. Elisabeth Cruciger est une amie de Martin Luther et la première femme auteure d'hymnes de l'époque de la Réforme. En 1590, Christine de Hesse publie le psaume-livre Geistliche Psalmen und Lieder. Olimpia Fulvia Morata s'entretient couramment en grec et en latin et donne des conférences, alors adolescente, sur les œuvres de Cicéron et Calvin. Ses écrits sont publiés à titre posthume et également placés dans l'Index Librorum Prohibitorum. Magdalena Heymair devient la première femme à avoir ses écrits répertoriés sur l'Index Librorum Prohibitorum. Elle publie une série d'écrits pédagogiques pour l'enseignement en primaire et écrit également des poèmes. La poétesse luthérienne Catharina Regina von Greiffenberg est exilée de son domicile en Autriche pendant la Contre-Réforme.
Si les différents mouvements de la Réformation laissèrent place à la parole de quelques femmes (Marie Dentière ), voire à leur prédication (), c’est parce qu’on leur accordait l’esprit prophétique et non une parole publique.  

### Couvents et moniales

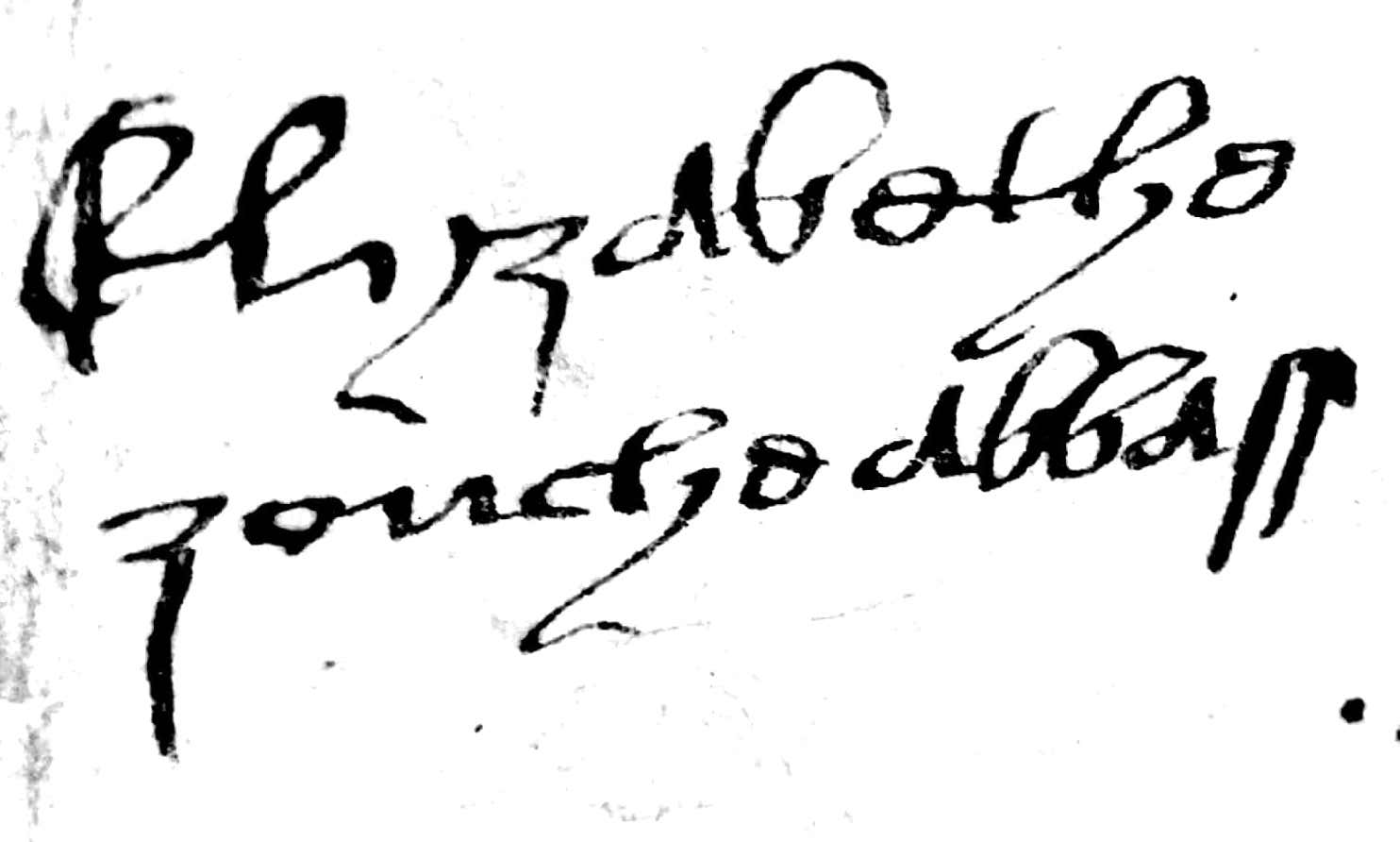
Signature de l'abbesse Elizabeth Zouche sur l'acte de reddition de son abbaye en 1539

L'un des plus grands changements dans le rôle des femmes pendant la Réforme est la fermeture des couvents pour femmes, qui avaient jusque-là offert aux femmes un rôle alternatif à celui d'épouse et de mère. L'idéal biblique de la femme vu par les réformateurs est celui d'une femme et d'une mère aussi les religieuses furent encouragées à quitter les couvents et à se marier. Dans les régions où les couvents sont fermés, l'option d'un rôle religieux pour les femmes protestantes disparaît. Alors que les hommes ont encore la possibilité de mener une vie consacrée, le rôle de la femme est cantonné à celui d'épouse.
Les couvents sont fermés et n'ont pas le droit d'accepter de nouveaux membres, tandis que les membres existants sont autorisés à partir et à se marier ou à retourner dans leur famille s'ils le souhaitent. Dans la pratique, il y avait souvent une certaine différence dans la manière dont les couvents pour hommes et femmes sont traités. Si les moines sont souvent expulsés de leurs couvents immédiatement, les religieuses sont souvent autorisées à rester dans les anciens bâtiments conventuels avec une allocation à vie, à condition de ne pas accepter de nouveaux membres. Cela est probablement dû au fait qu'il était plus difficile pour les femmes de subvenir à leurs besoins si elles étaient expulsées dans une société dominée par les hommes. Un autre facteur est que les religieuses sont souvent issues de la noblesse avant de devenir religieuses. Par exemple en Suède, les couvents féminins existent pendant des décennies après la réforme telle l'abbaye de Vreta, où les dernières religieuses sont mortes en 1582, et l'abbaye de Vadstena, d'où les dernières religieuses émigrent en 1595, environ la moitié d'un siècle après l'introduction de la réforme. En Angleterre, Elizabeth Zouche (en), abbesse de l'abbaye de Shaftesbury  et Cecily Bodenham (en), abbesse de l'abbaye de Wilton Abbey, reçoivent toutes deux des allocations avec leurs religieuses. En Suède, les anciennes religieuses de l'abbaye de Sko vivent également des allocations de l'État et gèrent une école pour filles.
Martin Luther n'avait pas prévu de se marier mais l'ancienne religieuse Catherine de Bore le convainc de l'épouser. En raison de son origine relativement aisée et de la possession d'une licence familiale pour brasser et vendre de la bière, elle peut soutenir financièrement Luther. Martin Luther lui-même enseigne que « La femme doit rester à la maison et s'occuper des affaires de la maison en tant que personne privée de la capacité d'administrer les affaires extérieures qui concernent l'Etat… ». Jean Calvin suit cette pensée que « la place de la femme est à la maison. ».
Certains couvents (comme l'abbaye d'Ebstorf et l'abbaye de Bursfelde en Allemagne) adoptent la foi luthérienne. Anna II de Stolberg renonce à ses droits de princesse abbesse pour introduire la réforme dans ses territoires. Ces couvents protestants deviennet connus sous le nom de Stift. Trois ordres luthériens et exclusivement féminins sont ouverts aujourd'hui: Communität Casteller Ring, les Filles de Marie en Suède (Mariadöttrarna av den Evangeliska Mariavägen) et la Fraternité évangélique de Marie en Allemagne. Bien que la Communität Christusbruderschaft Selbitz soit mixte, elle est presque entièrement féminine.

## Persecutions des femmes

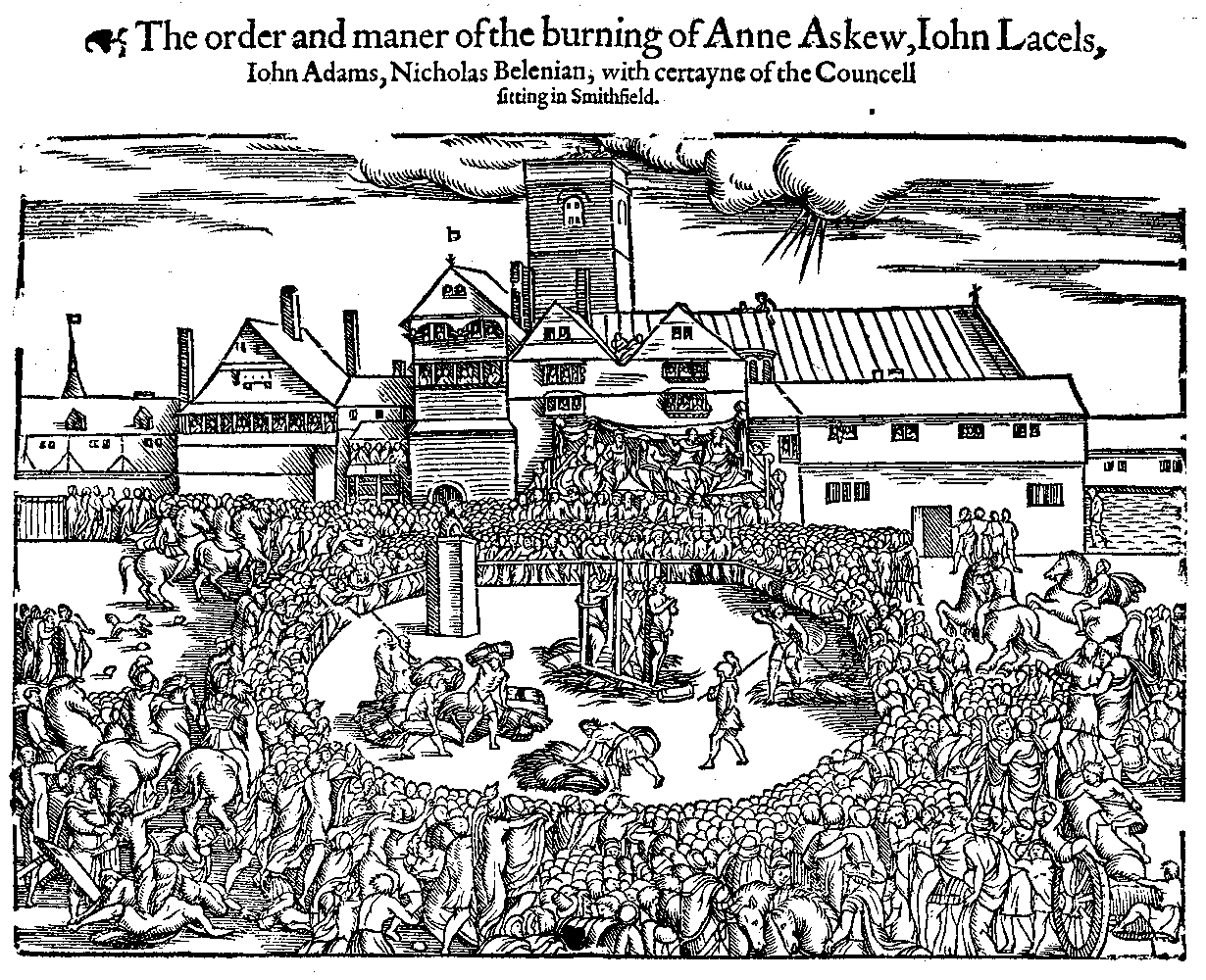
Gravure sur bois représentant le bûcher d'Anne Askew, condamnée pour hérésie en 1546.

De nombreuses femmes sont martyrisées ou emprisonnées pour leur appartenance à la religion protestante durant la Réforme. Parmi elles on compte : 
- Anne Askew (1521-1546), torturée à la Tour de Londres et martyrisée à Smithfield pour protestantisme ;
- Joan Bocher (décédée en 1550), anabaptiste anglaise martyrisée à Smithfield ;
- Elizabeth Pepper (décédée en 1556), martyre alors qu'elle était enceinte ;
- Martyrs de Guernesey, trois femmes martyrisées pour protestantisme en 1556, une femme était enceinte et a accouché alors qu'elle était brûlée, l'enfant a été secouru mais il fut ensuite ordonné qu'il soit aussi brûlé ;
- Joan Waste (1534–1556), aveugle martyrisée pour protestantisme ;
- Alice Benden (décédée en 1557), martyre du protestantisme ;
- Alice Driver (décédée en 1558), martyre du protestantisme ;
- Marie Durand, enfermée 38 ans dans la tour de Constance en raison de sa foi protestante.

En France, les protestants doivent faire face à la répression de l’État jusqu’à l’Édit de Nantes. Celui-ci étant révoqué en 1685. L'Édit de tolérance de Versailles, en 1787, permet un retour à une relative tolérance religieuse. Les hommes renient le protestantisme pour conserver leurs revenus tandis que les femmes continuent de transmettre la religion dans le cadre familial,.
Lors de la révolte des Camisards, les prédicantes et les prophétesses font preuve d'une forte ferveur religieuse et encouragent les rebelles.